# یلو پاین (لوئیزیانا)
یلو پاین (به انگلیسی: Yellow Pine) یک منطقهٔ مسکونی در ایالات متحده آمریکا است که در لوئیزیانا قرار دارد. یلو پاین ۶۱٫۸۸ متر بالاتر از سطح دریا واقع شده‌است.